# Худанки
Худанки (рос. Худанки) — присілок у Волосовському районі Ленінградської області Російської Федерації.
Населення становить 8 осіб. Належить до муніципального утворення Бегуницьке сільське поселення.

## Історія
Від 1 серпня 1927 року належить до Ленінградської області.

## Населення
| 2007 | 2010 | 2017 |
| ---- | ---- | ---- |
| 7    | ↗32  | ↘8   |